# Ústav
Ústav obvykle označuje vědeckou, výzkumnou, vzdělávací, kulturní, odbornou či zdravotnickou instituci nebo specializovanou organizaci (zvláště se tak např. označuje vysokoškolský ústav jakožto součást vysoké školy). V obecném jazyce se slovo „ústav“ někdy užívá i pro objekty či subjekty, které toto slovo v názvu nemají (např. základní škola, střední škola nebo vysoká škola jsou označovány za vzdělávací ústav). Synonymně se často používají slova „institut“, „instituce“, „organizace“ nebo „zařízení“.
Podle občanského zákoníku je ústav typem právnické osoby, která je zřízena za účelem provozování společensky nebo hospodářsky prospěšné činnosti, a to takovým způsobem, aby výsledky předmětné činnosti byly každému rovnocenně dostupné za předem stanovených podmínek.
V oblasti správního práva se pod pojmem veřejný ústav rozumí souhrn věcných a osobních prostředků, s nimiž disponuje subjekt veřejné správy za účelem trvalé služby zvláštnímu veřejnému účelu.

## Ústav dle občanského zákoníku
Občanský zákoník označuje slovem ústav právnické osoby ustanovené za účelem provozování určité společensky nebo hospodářsky prospěšné činnosti. Přitom využívá jak své osobní složky (lidé), tak složky majetkové (kapitál). Tím představuje jistý hybrid mezi korporacemi, které tvoří společenství osob, a fundacemi, pro které je charakteristické vyčlenění majetku k určitému účelu.
Právní úprava ústavu v občanském zákoníku je poměrně stručná, neboť se na ústavy vztahuje obecná úprava právnických osob (§ 118 až 209) a přiměřeně se použijí ustanovení o nadaci. Název ústavu musí obsahovat slova „zapsaný ústav“ nebo zkratku „z. ú.“
Ústav provozuje činnost, jejíž výsledky jsou každému rovnocenně dostupné za předem stanovených podmínek. Ústavy jsou vhodné k poskytování různých druhů veřejně prospěšných služeb. Ústavu je v občanském zákoníku výslovně povoleno provozovat obchodní závod nebo jinou vedlejší činnost, avšak pouze za podmínky, že to není na újmu jakosti, rozsahu a dostupnosti služeb poskytovaných v rámci hlavní činnosti ústavu. Zisk z těchto činností však může ústav použít jen k podpoře činnosti, pro niž byl založen, a k úhradě nákladů na vlastní správu.
Dosavadní obecně prospěšné společnosti se mohou na ústav přeměnit.

### Založení ústavu
Ústav se zakládá zakládací listinou nebo pořízením pro případ smrti. Zakladatelské právní jednání obsahuje alespoň
1. název ústavu a jeho sídlo,
2. účel ústavu vymezením předmětu jeho činnosti, popřípadě i předmět jeho podnikání,
3. údaj o výši vkladu, popřípadě o jeho nepeněžitém předmětu,
4. počet členů správní rady i jména a bydliště jejích prvních členů,
5. podrobnosti o vnitřní organizaci ústavu, nevyhradí-li se její úprava statutu ústavu a
6. pokud zřídí zakladatelské právní jednání dozorčí radu, uvedou se v něm počet členů dozorčí rady a jména i bydliště jejích prvních členů.[8]

Ústav vzniká zápisem do veřejného rejstříku.

### Orgány

#### Ředitel ústavu
Statutárním orgánem ústavu je ředitel, popř. osoba s obdobným označením. Ředitel nemůže být členem správní rady a byla-li zřízena dozorčí rada nebo jiný orgán obdobné povahy, pak ani členem takového orgánu. Byla-li ředitelem zvolena osoba odsouzená za úmyslný trestný čin, nepřihlíží se k volbě.

#### Správní rada
Členy správní rady jmenuje a odvolává zakladatel, pokud zakladatelské právní jednání nestanoví jinak. Není-li to možné, volí a odvolává členy správní rady dozorčí rada, pokud byla zřízena; jinak správní rada volí a odvolává své členy sama. Členství ve správní radě není slučitelné s členstvím v dozorčí radě.
Funkční období člena správní rady je tříleté, pokud zakladatelské právní jednání nestanoví jinou délku. Nevyloučí-li to zakladatelské právní jednání, lze člena správní rady volit i opakovaně; pokud však správní rada volí a odvolává své členy sama, lze tutéž osobu opakovaně zvolit nanejvýš na dvě po sobě jdoucí funkční období.
Správní rada volí i odvolává ředitele, dohlíží na výkon jeho působnosti a rozhoduje o právních jednáních ústavu vůči řediteli; není-li určeno jinak, projevuje za ústav při těchto právních jednáních vůli předseda správní rady. Správní rada schvaluje rozpočet, účetní závěrky a výroční zprávy ústavu.

#### Dozorčí rada
Dozorčí rada ústavu je fakultativním kontrolním orgánem ústavu. Její činnost je upravena zejm. v § 405 a § 409 občanského zákoníku (dále jen "OZ). Její zřízení není povinné, záleží na rozhodnutí zakladatele, zda ji v zakladatelském právním jednání zřídí. Důvodem je skutečnost, že určitou kontrolní funkci plní i správní rada.
Pokud se zakladatel rozhodne dozorčí radu zřídit, uvede v zakladatelském právním jednání počet jejích členů a jména i bydliště prvních členů. Občanský zákoník nestanoví minimální počet členů dozorčí rady, pokud je však zřízena, musí být zvolen alespoň jeden její člen. Zakladatel může v zakladatelském právním jednání určit vyšší minimální počet členů dozorčí rady. Členy dozorčí rady volí správní rada.
Občanský zákoník umožňuje namísto dozorčí rady zvolit i jiný kontrolní orgán obdobné povahy, kterým může být podle komentářové literatury revizor. Ani zřízení takového orgánu však není povinné.
Zákonodárce vycházel z předpokladu, že pokud není zřízena dozorčí rada ani jiný kontrolní orgán, bude případnou kontrolní funkci zajišťovat správní rada, a to vedle vlivu zakladatele, zejména skrze jeho možnosti ovlivňovat složení orgánů ústavu. Zakladatel si také může v zakladatelském právním jednání vymezit další kontrolní oprávnění nad rámec zákona, popř. rozšířit kontrolní pravomoci správní rady.

## Příklady
- Ústav paměti národa
- Ústav pro jazyk český
- Okresní ústav národního zdraví
- Historický ústav Akademie věd České republiky
- Post Bellum, z. ú.